# Zhangcheng (köping i Kina, Sichuan)
Zhangcheng (kinesiska: 张场镇, 张场) är en köping i Kina. Den ligger i provinsen Sichuan, i den sydvästra delen av landet, omkring 100 kilometer sydväst om provinshuvudstaden Chengdu. Antalet invånare är 20 675. Befolkningen består av 10 313 kvinnor och 10 362 män. Barn under 15 år utgör 12,0 %, vuxna 15-64 år 72 %, och äldre över 65 år 15,0 %.
Genomsnittlig årsnederbörd är 1 606 millimeter. Den regnigaste månaden är juli, med i genomsnitt 392 mm nederbörd, och den torraste är januari, med 12 mm nederbörd.